# Pierre Séverin Audoÿ
Pierre Séverin Audoÿ est un homme politique français né en 1755 à Lavaur (Languedoc) et décédé le 16 mars 1840 au même lieu.

## Biographie
Pierre Séverin Audoÿ est le premier maire de Lavaur (Tarn) lors de la révolution française entre 1789 et 1792 
Membre du Directoire du district de Lavaur, il est élu député du Tarn à l’Assemblée nationale législative entre le 28 juin 1791 et juillet 1792.
Il fut marié Marie Henriette Lucile Pétronille de Clausade de Riols de Mazieu. Ils eurent de ce mariage quatre enfants, dont le futur général de brigade et officier du génie, Joseph-Victor Audoy (9 mai 1782 – 25 novembre 1871).